# Wolfgang Natonek
Wolfgang Natonek (* 3. Oktober 1919 in Leipzig; † 21. Januar 1994 in Göttingen) war ein deutscher Studentenpolitiker (LDP) und 1947/1948 war er Studentenratsvorsitzender an der Universität Leipzig. Wegen seines Widerstands gegen die entstehende Diktatur in der DDR wurde er von der sowjetischen Besatzungsmacht zu einer mehrjährigen Haftstrafe verurteilt.

## Leben
Natonek wurde als Sohn des Publizisten und Weltbühnen-Autors Hans Natonek geboren, dessen Bücher auf die Liste des schädlichen und unerwünschten Schrifttums gesetzt wurden und der 1935 aus Deutschland emigrieren musste. Natonek wurde deshalb zum Staatenlosen erklärt, konnte 1938 nur unter Schwierigkeiten das Abitur ablegen und nahm ein Studium der Veterinärmedizin auf. Nach drei Semestern wurde er einberufen, aber schon 1940 als „wehrunwürdig“ wieder entlassen und zur Zwangsarbeit verpflichtet. In Leipzig konnte er drei geflohenen sowjetischen Kriegsgefangenen helfen, sich bis Kriegsende zu verstecken.
Natonek immatrikulierte sich 1946 an der Universität Leipzig für Deutsch und Englisch, trat in die Liberal-Demokratische Partei (LDP) ein, wurde Vorsitzender der über 600 Mitglieder starken LDP-Hochschulgruppe. Anfang 1947 wurde er mit der Mehrheit von LDP und CDU zum Vorsitzenden des Leipziger Studentenrates gewählt. Er machte sich bei der SED unbeliebt, weil er Leipzigs Universität gegen ihren politischen Zugriff verteidigte.
Auf dem sächsischen LDPD-Parteitag wurde er 1947 mit der höchsten Stimmzahl in den Landesvorstand gewählt. In einem Redebeitrag auf dem Wartburgfest der deutschen Studentenschaft erklärte er im Mai 1948, die Wissenschaft müsse sich frei von jeder politischen Beeinflussung bewegen können, gleichwohl habe der Wissenschaftler ein politisch bewusster Mensch zu sein. Die Immatrikulations-Politik der SED kritisierte er mit den Worten, es habe eine Zeit gegeben, „in der nicht studieren konnte, wer eine nichtarische Großmutter hatte. Wir wollen nicht eine Zeit, in der nicht studieren kann, der nicht über eine proletarische Großmutter verfügt“. Trotz mehrerer Verwarnungen durch sowjetische Behörden und einer Verleumdungskampagne der SED-Presse kandidierte er im Frühjahr 1948 erneut als Studentenratsvorsitzender und gewann die Wahlen haushoch.
Am 11. November 1948 wurde Natonek mit zwanzig weiteren Studenten von der sowjetischen Geheimpolizei NKWD verhaftet. Im März 1949 wurde er von einem sowjetischen Militärtribunal (SMT) wegen „Unterlassung einer Anzeige“ nach Artikel 58 des Strafgesetzbuches der RSFSR zu 25 Jahren Zwangsarbeit verurteilt. Er musste seine Strafe in sowjetischen SMT-Strafvollzugsanstalten absitzen, die sich auf dem gleichen Gelände befanden wie bis 1948 die Speziallager Nr. 4 Bautzen und Speziallager Nr. 10 Torgau (Fort Zinna). In Bautzen unterrichtete er den späteren Schriftsteller Walter Kempowski in französischer Sprache und hielt Vorlesungen über deutsche Klassik. Auch als der Strafvollzug 1950 von der Volkspolizei der DDR übernommen wurde, unterblieb die Revision dieses Unrechtsurteils.
Nach seiner Entlassung 1956 verließ er die DDR und begann ein Philologiestudium an der Georg-August-Universität Göttingen. Nach Abschluss seines Studiums unterrichtete er als Deutsch- und Geschichtslehrer am dortigen Max-Planck-Gymnasium. 1962 verfasste er eine Dokumentation über politische Gefangene in der DDR.

## Auszeichnungen und Würdigungen
Die neu gegründete Jungliberale Aktion in der DDR ernannte ihn auf ihrem Gründungskongress im Februar 1990 zum Ehrenvorsitzenden. Auf dem Vereinigungskongress der Jungen Liberalen und der Jungliberalen Aktion im September 1990 wurde Natonek dann zum Ehrenvorsitzenden des fusionierten gesamtdeutschen Verbandes ernannt.
Der sächsische Staatsminister für Wissenschaft und Kunst ernannte Natonek „für seinen großen Einsatz für die akademische und politische Freiheit“ 1992 zum Titularprofessor.
Natonek erhielt 1993 zusammen mit Günter Kröber den Thomas-Dehler-Preis der Thomas-Dehler-Stiftung. Die FDP-nahe Friedrich-Naumann-Stiftung eröffnete 1996 eine Wolfgang-Natonek-Akademie in Kottenheide, Vogtlandkreis, die allerdings zum 31. Dezember 2000 wieder geschlossen wurde.
Seit 1996 wird an der Universität Leipzig der Wolfgang-Natonek-Preis an Studenten mit herausragenden Studienleistungen und besonderem Engagement für die Interessen der Universität verliehen.
Seit 2001 ist die Natonekstraße in Leipzig-Gohlis nach ihm und Hans Natonek benannt.

## Schriften
- mit Kurt Pförtner: Ihr aber steht im Licht. Eine Dokumentation aus sowjetischem und sowjetzonalem Gewahrsam. 2. Auflage. Schlichtenmayr, Tübingen 1963, DNB 453764665.
- Hans Natonek – Wolfgang Natonek. Briefwechsel 1946–1962. Hrsg. und kommentiert von Steffi Böttger. Lehmstedt, Leipzig 2008, ISBN 978-3-937146-65-2.